# Médaille de la vaillance militaire
La Médaille de la vaillance militaire (MVM) est décernée depuis 1993 aux membres des Forces canadiennes en reconnaissance « des actes de bravoure ou de dévouement face à l'ennemi »